# 太古街道
太古街道是中国黑龙江省哈尔滨市道外区下辖的一个街道，办事处位于南十道街111号。

## 行政区划
下辖以下地区：
地灵社区、清真寺社区、正大社区和华庭社区。